# Anschlag in Jerusalem am 8. Januar 2017

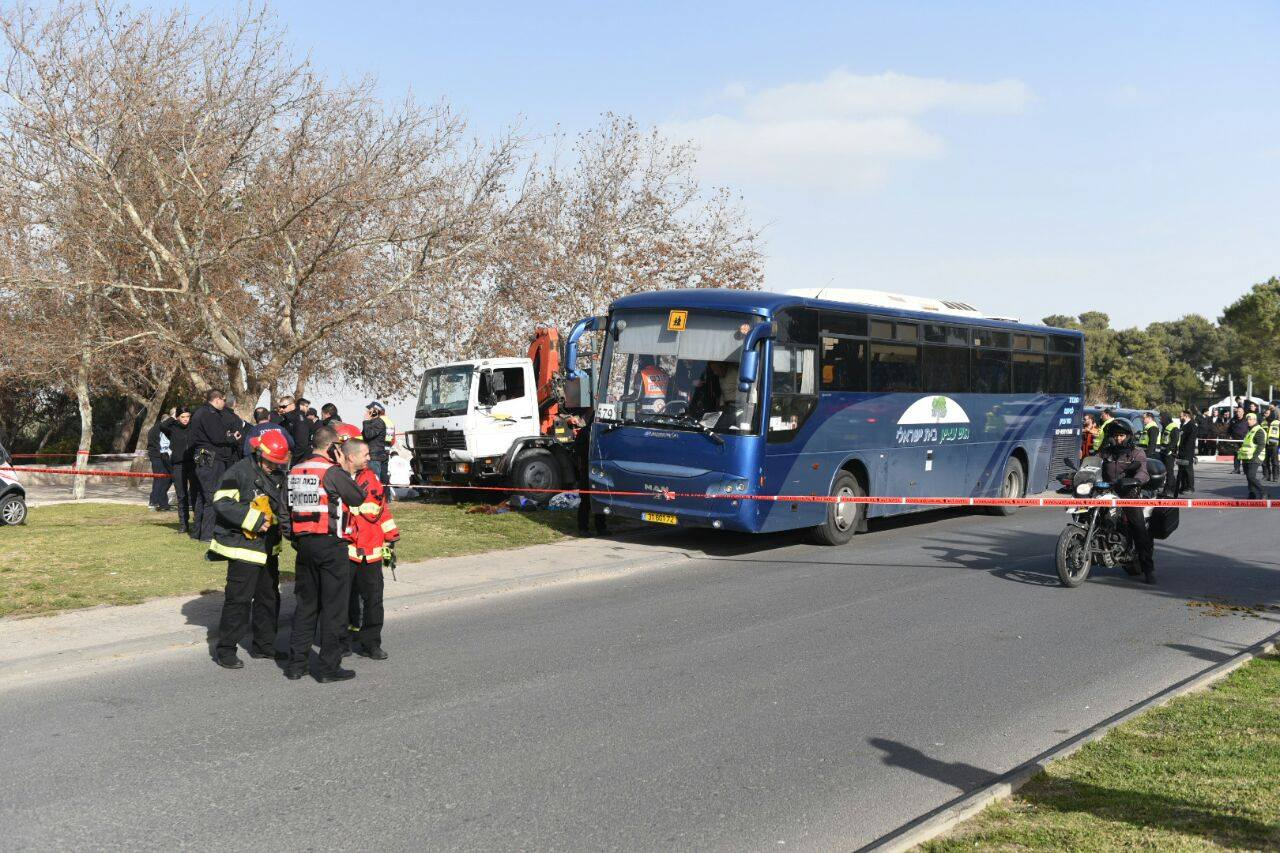
Tatort nach dem Anschlag

Durch den Anschlag in Jerusalem am 8. Januar 2017 wurden vier Menschen getötet und 17 weitere verletzt.

## Tathergang

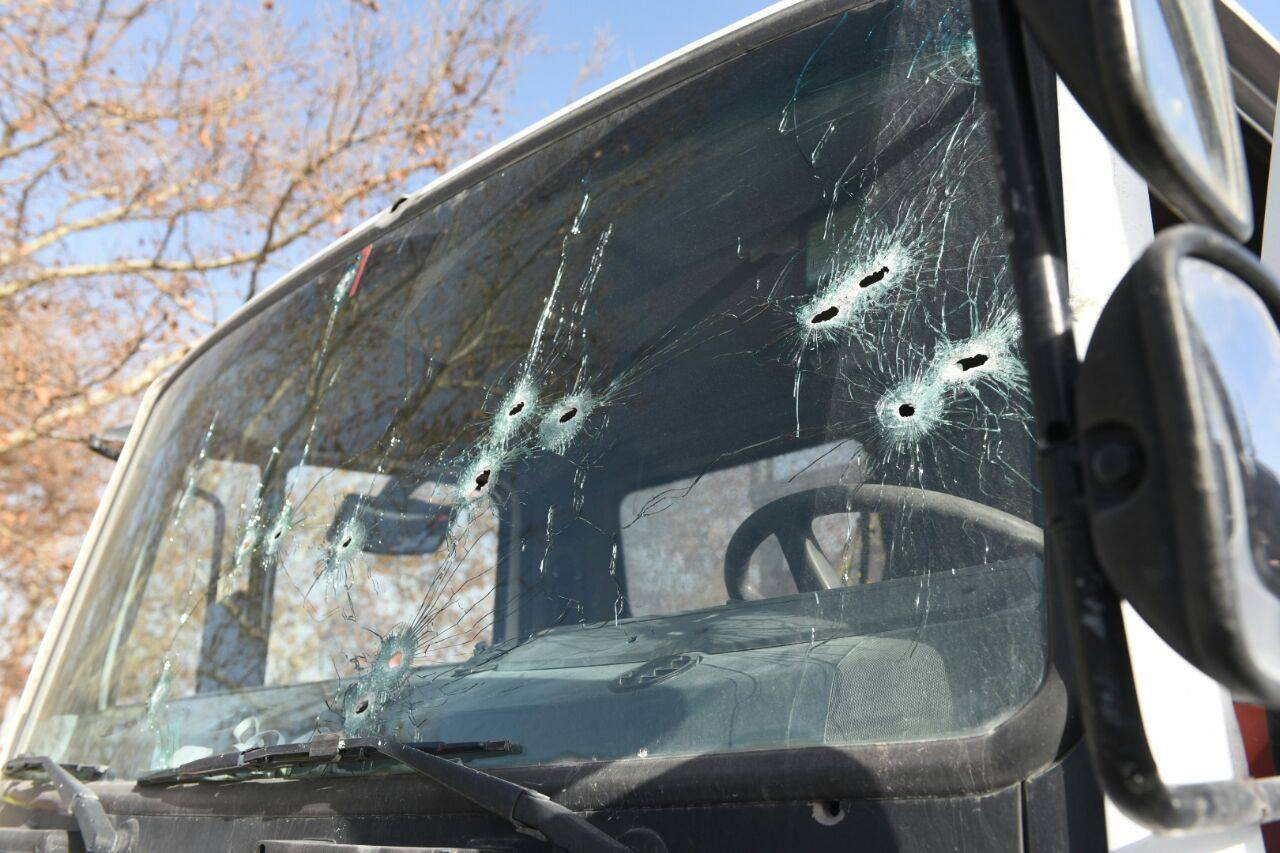
Windschutzscheibe des Tatfahrzeugs

Der palästinensische Attentäter Fadi al-Qanbar, ein Bewohner Ostjerusalems, fuhr im von Israel besetzten Ostteil der Stadt mit einem LKW gezielt in eine Gruppe israelischer Soldaten, als diese einen Bus verließen.
| Nationalität | Tote | Verletzte | Beleg       |
| ------------ | ---- | --------- | ----------- |
| Israel       | 3    | 17        | [ 3 ] [ 4 ] |
| Palästina    | 1    | 0         | [ 5 ] [ 6 ] |

## Ausführlichere Beschreibung
Ein Lastwagen mit Hebekran fährt in Jerusalem an der Haas-Promenade in eine Gruppe Soldaten, die gerade aus einem Reisebus ausstieg. Vier Menschen wurden getötet und mindestens 15 zum Teil schwer verletzt. Die Toten sind Shira Tzur (20), Yael Yakutiel (20), Shir Hajaj (22) und Erez Orbach (20). Der Fahrer des Lastwagens, der beim Attentat erschossen wurde, stammte aus dem benachbarten arabischen Viertel Dschebel Mukaber. Es war ein freigelassener Häftling mit vielen früheren Sicherheitsvergehen. Der Tourguide Eitan, der die Soldatengruppe durch Jerusalem führen sollte, wurde von dem Lastwagen auf den Rasen geschleudert, konnte sich aber wieder aufrichten. Als er sah, dass der Lastwagenfahrer den Rückwärtsgang einlegte, um am Boden liegende Verletzte zu überfahren, war ihm klar, dass es sich nicht um einen Unfall handelte, sondern um einen Terroranschlag. „Ich zückte meine Pistole und leerte mein ganzes Patronenmagazin mit 12 Kugeln auf den Fahrer in der Kabine.“ Erst danach eröffneten auch einige der Soldaten das Feuer. Aus dem Dorf Dschebel Mukaber sind schon verhältnismäßig viele Terroristen gekommen. Darunter Cousins, die den schweren Anschlag auf eine Synagoge im Viertel Har Nof durchgeführt haben, indem sie betende Juden mit Äxten erschlugen. Aus dem gleichen Dorf stammten auch die Attentäter auf die Linienbusse 78 und 12. Sicherheitskameras haben den Anschlag mit dem Lkw gefilmt. Zu sehen ist, wie der Lastwagen in eine Gruppe auf dem Bürgersteig stehender Soldaten gefahren ist. Auf dem Rasen drehte er einen Kreis, kehrte zurück und überfuhr rückwärts die am Boden liegenden Verletzten.

## Reaktionen
Die den Gazastreifen kontrollierende palästinensische Terrororganisation Hamas erklärte, die Tat al-Qanbars sei „heldenhaft“ gewesen und forderte dazu auf, weitere Anschläge durchzuführen. Die PFLP begrüßte die Tat in einer Presseerklärung als „heldenhafte Aktion“. Die Schwesterorganisation Volksfront zur Befreiung Palästinas – Generalkommando bezeichnete in einer Presseerklärung vom selben Tag die „Überfahrungsaktion“ – so die Wortwahl – als segensreich. Die israelische Regierung machte die Terrormiliz Islamischer Staat für den Anschlag verantwortlich.